# Alvimia
Alvimia je rod bambusovaca iz podtribusa Arthrostylidiinae. Postoje 3 vrste iz sjeveroistočnog Brazila; endemi iz držve Bahia.
Rod je opisan 1988.; tipčna vrsta je A. auriculata

## Vrste
1. Alvimia auriculata Soderstr. & Londoño
2. Alvimia gracilis Soderstr. & Londoño
3. Alvimia lancifolia Soderstr. & Londoño